# Robert Rayford
Robert Rayford (St. Louis, 3 de fevereiro de 1953 – St. Louis, 15 ou 16 de maio de 1969), ocasionalmente identificado como Robert R. por ser menor de idade, foi um adolescente do estado americano do Missouri descrito como o primeiro caso HIV/AIDS na América do Norte, tendo sido "infectado com um vírus correlato ou idêntico ao vírus da imunodeficiência humana tipo 1." Rayford morreu de pneumonia, mas os outros sintomas por ele apresentados deixaram os médicos que o trataram perplexos. Um estudo publicado em 1988 encontrou anticorpos anti-HIV. Resultados do teste por material genético do HIV foram reportados; entretanto, os dados nunca foram publicados em obras científicas.

## Doença
No início de 1968, um rapaz afro-americano de 15 anos chamado Robert Rayford deu entrada no City Hospital em St. Louis, Missouri. Posteriormente, ele foi transferido para o Barnes-Jewish Hospital (à época chamado Barnes Hospital).
No final daquele ano, a condição de Rayford pareceu ter se estabilizado, mas por volta de março de 1969 os sintomas reapareceram, agravados. Ele tinha cada vez mais dificuldades para respirar, e sua contagem de leucócitos despencara. Os médicos descobriram que seu sistema imunológico tornara-se disfuncional. Ele desenvolveu febre e faleceu de pneumonia às 23:20 em 15 de maio de 1969.

## Necrópsia
Uma necrópsia de Rayford, liderada pelo Dr. William Drake, descobriu várias anormalidades. Pequenas lesões arroxeadas foram descobertas na coxa esquerda no tecido mole de Rayford. Drake concluiu que as lesões eram consequência do sarcoma de Kaposi, um tipo raro de câncer que à época afetava principalmente idosos de origem mediterrânea ou judia asquenaze. Posteriormente, o sarcoma de Kaposi veio a se tornar uma das doenças definidoras da AIDS.
Essas descobertas deixaram os médicos perplexos e uma revisão do caso foi publicada na revista médica Lymphology em 1973. Após a necrópsia, amostras do sangue e de tecido foram mantidos em condições criogênicas pela Universidade do Arizona e no laboratório do Dr. Memory Elvin-Lewis, que participara da necrópsia de  Rayford.

## Investigações posteriores

### Testes
En 1984, o HIV foi descoberto (tendo sido originalmente  chamado em inglês "lymphadenopathy-associated virus" ou LAV), e estava se expandindo rapidamente nas comunidades gays de Nova York e de Los Angeles. O dr. Marlys Witte, um dos médicos que, junto com Elvin-Lewis, havia tratado de Rayford antes de sua morte e depois participou de sua necrópsia, descongelou e testou  amostras preservadas de tecido, que deram resultado negativo. Três anos mais tarde, em junho de 1987, Witte decidiu testar novamente as amostras de tecido usando Western blot, o teste mais sensível disponível à época. Esse teste descobriu que havia anticorpos contra todas as nove proteínas de HIV detectáveis no sangue de Rayford. Um segundo teste encontrou os mesmos resultados. Um relatório de uma conferência publicada em 1999, mas que aparentemente não foi publicada em nenhuma publicação científica, relatou a presença de amostras de genes do HIV no sangue de Rayford que não tinham relação com os tipos inicialmente encontrados em Nova York, mas que eram muito similares ao HIV IIIB isolado, descoberto na França no início da década de 1980, e declarando que contaminação era muito improvável, dado que o teste de DNA foi feito nas amostras de Rayford sem que tivesse sido feita cultura. Infelizmente, nunca se conseguiu ter a certeza absoluta se Rayford terá morrido de AIDS, pois tudo o que existia sobre Rayford estava no laboratório de Harry  em Nova Orleães que foi destruído durante o  Furacão Katrina em 2005  e assim desapareceram em definitivo as provas que podiam comprovar ou não se ele morrera ou não com a aids.

### Impacto na pesquisa sobre a origem da AIDS
Rayford nunca viajou para fora do Centro-Oeste dos Estados Unidos e disse aos médicos que jamais recebera  transfusões sanguíneas. Assim, considerando-se que quase certamente a infecção de Rayford ocorreu através de contato sexual e que ele jamais deixou o país, os pesquisadores presumem que a AIDS já pudesse estar presente na América do Norte antes de Rayford mostrar os primeiros sintomas em 1966. Rayford nunca foi a cidades cosmopolitas como Nova York, Los Angeles ou San Francisco, nas quais a epidemia de HIV-AIDS foi observada pela primeira vez nos Estados Unidos.  A única relação notável que St. Louis tinha com o exterior é que a cidade era um dos centros de conexão da hoje extinta companhia aérea TWA. Médicos e pesquisadores que investigaram o caso no início da década de 1980 especulam que Rayford pode ter sofrido abuso sexual e que pode ter sido vítima da prostituição infantil. Em grande parte lacônico, uma das poucas coisas que Robert disse aos médicos é que ele achava que seu tio sofrera com os mesmos sintomas e morrera aos 52 anos em 1966.